# Pierre Pujol
Pierre Pujol (* 13. Juli 1984 in Bordeaux) ist ein französischer Volleyballnationalspieler. Er wurde 2015 Europameister. Mit den Berlin Recycling Volleys wurde er deutscher Meister und Pokalsieger.

## Karriere
Pujol begann seine Karriere in der Jugend bei Bordeaux. 2002 wurde er bester Spieler der Junioren-Europameisterschaft. In der folgenden Saison spielte er bei CNVB Montpellier, bevor er zu Stade Poitevin wechselte. 2007 ging der Zuspieler zum italienischen Erstligisten Sisley Treviso. 2008 kehrte er nach Frankreich zurück und spielte zwei Jahre lang bei AS Cannes Volley-Ball. Danach war er 2010/11 wieder in Treviso aktiv und gewann mit dem Verein den CEV-Pokal. Anschließend spielte er eine Saison in der polnischen Liga bei Fart Kielce. 2012 kehrte er nach Cannes zurück. 2015 gewann Pujol bei der Europameisterschaft in Bulgarien und Italien mit der französischen Nationalmannschaft im Finale gegen Slowenien den Titel. 2016 nahm er an den Olympischen Sommerspielen in Rio de Janeiro teil, bei denen Frankreich in der Vorrunde ausschied. 2017 wurde er zunächst zum italienischen Verein Cucine Lube Civitanova verpflichtet, bei dem er jedoch wegen einer Verletzung nicht zum Einsatz kam. Im November wechselte er deshalb zum deutschen Meister Berlin Recycling Volleys. 2018 wurde er mit dem Titelverteidiger deutscher Meister. In der Saison 2018/19 spielte er für den französischen Verein GFC Ajaccio.
2019 kehrte er zu den Berlin Recycling Volleys zurück. Mit den Berliner schied er in der Vorrunde der Champions League 2019/20 aus. Der Verein gewann das DVV-Pokalfinale gegen die SWD Powervolleys Düren und stand beim Saisonabbruch der Bundesliga kurz vor dem Ende der Hauptrunde auf dem ersten Tabellenplatz. In der Saison 2020/21 schieden die Berliner mit Pujol im Viertelfinale des DVV-Pokals aus und kam in der Champions League ebenfalls ins Viertelfinale. Anschließend erreichten sie als Tabellendritter der Bundesliga-Hauptrunde das Playoff-Finale gegen den VfB Friedrichshafen und wurden erneut deutscher Meister.